# Medazepám
A medazepám az 1,4-benzodiazepinek csoportjába tartozó pszichotrop anyag. Kifejezett feszültség, izgalom, félelem és szorongásoldó tulajdonságokkal, valamint szedatív és hipnotikus hatással rendelkezik. Ezen kívül a medazepám magasabb dózisokban az izomtónust csökkentő és antikonvulzív hatással is rendelkezik. A medazepám úgynevezett "Prodrug" mely nordazepámmá () bomlik le.

## Framakológiai tulajdonságok
A medazepám támadáspontja a gamma-aminovajsav (GABA) transzmissziós rendszer. A specifikus benzodiazepin-receptorokhoz (BZD-receptorok) alacsony-közepes aktivitással kötődik. A benzodiazepin receptorokhoz való kötődést követően a medazepám erősíti a GABA-erg átvitel gátló hatását. Fokozza a GABA gátló hatását a limbikus rendszerben és a subcorticalis területeken. Anxiolitikus hatása révén csökkenti a szorongást, oldja az emocionális feszültséget, nyugtalanságot, megszünteti a kóros pszichés állapot következtében kialakult vegetatív zavarokat. Szedativ és izomrelaxáló hatása gyenge, ezért nappali szorongáscsökkentőként alkalmazható. Emellett gyenge hipnotikus hatása is van. Magasabb dózisokban az izomtónust csökkentő és antikonvulzív hatással is rendelkezik.
Különlegessége a medazepámnak, hogy az egyik leghosszabb hatástartamú benzodiazepinféleség, biológiai felezési ideje 36 és 200 óra között van, tehát bár gyengülő hatással, de bevételét követően még harmadnap is számolni kell hatásával.

## Gyógyszertani előnyei
A napról napra bevett dózisok hosszabb idő után összeadódhatnak, ezért hosszú távú szünet nélküli használata nem javasolt. Kéthetente néhány nap szünetet tartva viszont éveken át használható kedvező hatásspektrumú nappali nyugtatószer. Nem álmosít jelentősen és az izomtónust sem rontja olyan mértékben, mint pl. a klonazepám.
Magyarországon Rudotel, Medazepam néven kerül forgalomba.

## Fordítás
- Ez a szócikk részben vagy egészben  a   Medazepam című angol Wikipédia-szócikk fordításán alapul.  Az eredeti cikk szerkesztőit annak laptörténete sorolja fel. Ez a jelzés csupán a megfogalmazás eredetét és a szerzői jogokat jelzi, nem szolgál a cikkben szereplő információk forrásmegjelöléseként.